# 대한민국 제17대 대통령 선거 대통합민주신당 후보 경선
대한민국 제17대 대통령 선거 대통합민주신당 후보 경선은 2007년 대한민국 대통령 선거를 위해 대통합민주신당의 대통령 후보를 선출하는 절차를 말한다. 2007년 9월 15일부터 10월 14일까지 1개월에 걸쳐 진행된 전국 순회 경선 결과 정동영 전 통일부 장관이 당선되었다. 2002년 새천년민주당 대통령 후보 경선에 출마했다가 탈락한 것에 이어 두번째 도전만에 대선 후보직을 거머쥔 정동영 후보는 민주당계 정당의 역대 대통령 후보들 중 두번째로 젊은 후보였으며, 최초의 전라북도 출신 후보였다.
대통합민주신당의 제17대 대통령 후보 경선은 민주당계 정당의 역대 대통령 후보 경선 중 유일하게 후보 선출 요건이 과반 득표가 아니라 단순 다수 득표인 경선이었다. 따라서 정동영 후보는 민주당계 정당의 역대 대통령 후보들 중 유일하게 과반에 미달하는 득표를 하고도 대통령 후보에 당선되었다.
이 경선에서 2위로 패배한 손학규 전 경기지사는 2012년 민주통합당 대통령 후보 경선과 2017년 국민의당 대통령 후보 경선에도 출마하였으나, 매번 2위에 그치며 낙선하였다. 이 경선에서 예비 후보로 등록하였으나 컷오프를 통과하지 못해 본 경선에 참여하지 못했던 김두관 전 행정자치부 장관은 2012년 민주통합당 경선에 재출마해 3위를 기록하였다.

## 일정
- 2007년 8월 21일 ~ 8월 22일 선거공고 예비후보자등록 (09:00-18:00)
- 8월 23일, 8월 24일 예비후보자 자격심사
- 8월 25일 - 경선후보자 확정, 결정 공고 및 통지, 기호추첨 및 공고
- 8월 27일 - 예비경선(컷오프) 시작.
- 9월 2일 - 예비후보 토론회
- 9월 5일 - 여론조사를 통한 경선 본선후보 확정(5명)
- 9월 15일 ~ 10월 14일 후보자 합동 연설회 및 선거 운동
- 10월 15일 대통합민주신당 후보자 지명대회 (개표 및 대통령 후보자 지명)

## 배경
집권 여당이던 열린우리당는 2004년 17대 국회의원 선거에서 압승했지만 그러나 재보궐선거,2006년 제4회 전국동시 지방선거에서 대참패으로 인해 다음 대권을 정권 재창출의 가능성이 떨어지고 열린우리당는 당 내홍로 인해 분열되어 소수여당로 전락하였고 분당 이후 중도개혁통합신당, 중도통합민주당 등의 이합집산을 거쳐 대통합민주신당으로 재집합하게 된다.
8월 22일 후보 등록 결과, 통일부 장관 출신 정동영 전 열린우리당 의장, 한나라당에서 탈당한 손학규 전 경기지사, 이해찬 전 국무총리, 한명숙 전 국무총리, 유시민 전 보건복지부 장관, 천정배 전 법무부 장관, 신기남 전 열린우리당 의장, 추미애 전 새천년민주당 최고위원, 김두관 전 행정자치부 장관 등이 후보로 등록하였고, 9월 5일 여론조사 결과에 따른 예비경선으로 정동영, 손학규, 이해찬, 한명숙, 유시민 후보가 경선 후보로 결정되었다. 이 과정에서 투표율 오류가 발생하여 논란이 되었다.
이후 본경선 여론조사가 쟁점이 되었는데, 지지율이 비교적 높았던 손학규 후보 측은 무려 여론조사 50%를 제안했고, 정동영 후보 측은 여론조사 불가를 주장했다. 결국 당은 여론조사 비율을 10%로 결정했다.

## 예비경선

### 후보자
대통합민주신당은 8월 21일과 22일 오전 9시부터 오후 6시까지 후보 등록을 받은 결과 총 11명이 후보로 등록하였다고 발표하였다.
| 대통합민주신당 제17대 대통령 선거 예비경선 후보 | 대통합민주신당 제17대 대통령 선거 예비경선 후보 | 대통합민주신당 제17대 대통령 선거 예비경선 후보 | 대통합민주신당 제17대 대통령 선거 예비경선 후보                                                                                    | 대통합민주신당 제17대 대통령 선거 예비경선 후보 |
| 기호                                            | 이름                                            | 생년                                            | 경력 | 비고                                            |
| ----------------------------------------------- | ----------------------------------------------- | ----------------------------------------------- | --- | ----------------------------------------------- |
| 1                                               | 손학규                                          | 1947년                                          | 제33대 보건복지부 장관 제31대 경기도지사 제14·15·16대 국회의원                                                                     | 본경선 진출                                     |
| 2                                               | 신기남                                          | 1952년                                          | 前 열린우리당 의장 제15·16·17대 국회의원                                                                                           |                                                 |
| 3                                               | 한명숙                                          | 1944년                                          | 제37대 국무총리 제8대 환경부 장관 초대 여성부 장관 제16·17대 국회의원                                                              | 본경선 진출                                     |
| 4                                               | 이해찬                                          | 1952년                                          | 대통합민주신당 상임고문 제36대 국무총리 제38대 교육부 장관 제13·14·15·16·17대 국회의원 새정치국민회의·새천년민주당 정책위원회 의장 | 본경선 진출                                     |
| 5                                               | 천정배                                          | 1954년                                          | 제57대 법무부 장관 제15·16·17대 국회의원 前 열린우리당 원내대표                                                                    |                                                 |
| 6                                               | 정동영                                          | 1953년                                          | 대통합민주신당 상임고문 前 열린우리당 의장 제31대 통일부 장관 前 문화방송 기자 前 MBC 뉴스데스크 주말앵커 제15·16대 국회의원       | 본경선 진출                                     |
| 7                                               | 추미애                                          | 1958년                                          | 제15·16대 국회의원 |                                                 |
| 8                                               | 유시민                                          | 1959년                                          | 前 개혁국민정당 공동대표 제44대 보건복지부 장관 제16·17대 국회의원                                                                 | 본경선 진출                                     |
| 9                                               | 김두관                                          | 1958년                                          | 제5대 행정자치부 장관 제38·39대 경상남도 남해군수                                                                                  |                                                 |

### 불출마 후보
유재건 의원과 최병례 샘터출판사 대표는 각각 8월 21일과 22일 후보로 등록한 바 있었으나, 유재건 후보는 8월 23일 후보직을 사퇴하였으며, 최병례 후보는 서류 미비 등의 이유로 후보 등록이 반려되었다.
범여권의 유력 주자로 거론되던 고건 전 총리는 1월 16일, 정운찬 전 서울대 총장은 4월 30일, 김근태 전 열린우리당 의장은 6월 12일 불출마를 선언하였다.

### 예비경선 방식
- 예비경선은 일반국민 여론조사 50%와 선거인단 여론조사 50%를 반영한다.
- 일반국민 여론조사는 대통합민주신당 지지층과 무당파층을 대상으로 실시한다.
- 선거인단 여론조사는 10,000명을 대상으로 하되 그중 열린우리당 승계당원 비중이 30%를 차지하게 된다.
- 여론조사에서 높은 지지를 얻은 상위 5명이 본선에 진출한다.

### 예비경선 결과
대통합민주신당은 9월 3일에서 4일까지 2일간 1인 2표 방식으로 여론조사를 진행하고 최종 후보 5인을 결정지었다.
여론조사 결과 공개가 본선결과에 미치는 영향 등을 감안, 모든 예비경선 후보자진영이 동의하여 통과자 명단만 공식발표하였다. 그러나 추후 기존 입장을 번복하고 컷오프 결과를 공개했다.
| 이름   | 선거인단 | 일반국민 | 최종결과 |
| ------ | -------- | -------- | -------- |
| 손학규 | 2,207    | 2,460    | 4,667    |
| 손학규 | 23.41    | 26.09    | 24.75    |
| 정동영 | 2,339    | 2,274    | 4,613    |
| 정동영 | 24.81    | 24.12    | 24.46    |
| 이해찬 | 1,339    | 1,370    | 2,709    |
| 이해찬 | 14.20    | 14.53    | 14.37    |
| 유시민 | 1,057    | 856      | 1,913    |
| 유시민 | 11.21    | 9.08     | 10.15    |
| 한명숙 | 761      | 1,015    | 1,776    |
| 한명숙 | 8.07     | 10.77    | 9.42     |
| 기타   | 1,725    | 1,453    | 3,178    |
| 기타   | 18.30    | 15.41    | 16.85    |
| 계     | 9,428    | 9,428    | 18,856   |

## 본경선

### 후보자
| 대통합민주신당 제17대 대통령 선거 본경선 후보 | 대통합민주신당 제17대 대통령 선거 본경선 후보 | 대통합민주신당 제17대 대통령 선거 본경선 후보 | 대통합민주신당 제17대 대통령 선거 본경선 후보                                                                                         | 대통합민주신당 제17대 대통령 선거 본경선 후보 |
| 기호                                          | 이름                                          | 생년                                          | 경력 | 비고                                          |
| --------------------------------------------- | --------------------------------------------- | --------------------------------------------- | --- | --------------------------------------------- |
| 1                                             | 유시민                                        | 1959년                                        | 前 개혁국민정당 공동대표 제44대 보건복지부 장관 제16·17대 국회의원                                                                    | 후보 사퇴                                     |
| 2                                             | 한명숙                                        | 1944년                                        | 제37대 국무총리 제8대 환경부 장관 초대 여성부 장관 제16·17대 국회의원                                                                 | 후보 사퇴                                     |
| 3                                             | 손학규                                        | 1947년                                        | 제33대 보건복지부 장관 제31대 경기도지사 제14·15·16대 국회의원                                                                        |                                               |
| 4                                             | 정동영                                        | 1953년                                        | 대통합민주신당 상임고문 前 열린우리당 의장 제31대 통일부 장관 前 문화방송 기자 前 MBC 뉴스데스크 주말앵커 제15·16대 국회의원          | 최종 후보 선출                                |
| 5                                             | 이해찬                                        | 1952년                                        | 대통합민주신당 상임고문 제36대 국무총리 제38대 교육부 장관 제13·14·15·16·17대 국회의원 前 새정치국민회의·새천년민주당 정책위원회 의장 |                                               |

### 경선 방식
본 경선 (9월 15일 ~ 10월 14일)
- 선거 방식은 지역별 순회투표, 투표 당일 투표소별 개표를 원칙으로 한다.
- 국민경선은 제주에서 시작, 16개 시ㆍ도를 8개 권역으로 나눠 총 10일간 실시한다.
- 단, 한가위 연휴와 제2차 남북 정상 회담 기간에는 경선을 실시하지 않는다.[7]
- 투표소 투표는 전자투표 방식의 '1인 1표 다수제‘를 실시키로 했다.
- 당선자 결정은 마지막 투표일 저녁 6시 이후에 있으며, 개표 상황은 인터넷으로 생중계 된다. (모바일투표 반영비율 여부는 쟁점.)

### 경선 결과
울산, 제주, 강원, 충북에서 잇달아 정동영 후보에게 밀린 손학규 후보는 9월 19일 정동영 후보 측이 조직 동원 및 관권 선거를 하고 있다고 의혹을 제기하며 칩거한다. 손학규 후보는 칩거 사흘째인 9월 21일 다시 복귀했으나, 선거대책본부를 해체하고 오후 부산지역 TV 토론회에 불참하며 사실상 경선 불참을 선언하는 듯 했다. 손학규 후보는 결국 9월 23일 경선에 복귀하였으나, 이 과정에서 오히려 손학규 후보 측의 지지율이 떨어지게 되었다.
친노 진영 이해찬 후보는 한명숙, 유시민 후보가 잇달아 이해찬 지지를 밝히고 사퇴하면서 조금씩 지지율을 높였으나 두 후보의 지지율에 크게 미치지 못했다.
이후에도 정동영 후보 측은 동원 선거로 비판을 받았다. 실제 일부 지역에서 대리인들에 의해 서류가 접수되어 선거인단에 포함된 경우가 드러났으나, 당에서는 의혹을 입증하기에는 불충분하다는 판단을 내렸다. 결국 정동영 후보 측의 조직 동원 및 관권 선거 의혹으로 10월 2일 경선 잠정 중단 사태까지 발생했다.
경선은 10월 9일 재개되었으며, 그 동안 미뤄지던 경선들은 손학규 후보와 이해찬 후보의 주장대로 14일 동시에 치러졌다.
10월 15일, 대통합민주신당은 전당대회를 열고 전날 실시된 현장 투표와 모바일 투표 등의 결과를 발표하고 최종 합산 결과 정동영 전 통일부 장관이 제17대 대선 후보로 선출되었음을 발표했다.
현장투표 투표율은 현장투표 선거인단 1,680,840명 중 272,169이 투표하여 16.19%, 모바일투표 투표율은 238,725명 중 179,083명이 투표하여 75.02%, 도합 1,919,565명 중 451,252명이 투표하여 전체 투표율은 23.51%를 기록했다.
| 날짜         | 경선       | 유시민 | 유시민 | 손학규  | 손학규 | 정동영  | 정동영 | 이해찬  | 이해찬 | 계      |
| 날짜         | 경선       | 투표수 | %      | 투표수  | %      | 투표수  | %      | 투표수  | %      | 계      |
| ------------ | ---------- | ------ | ------ | ------- | ------ | ------- | ------ | ------- | ------ | ------- |
| 9월 15일     | 제주       | 1,528  | 16.7   | 2,754   | 30.1   | 3,003   | 32.8   | 1,866   | 20.4   | 9,151   |
| 9월 15일     | 울산       | 1,362  | 20.9   | 1,335   | 20.5   | 2,262   | 34.8   | 1,548   | 23.8   | 6,507   |
| 9월 16일     | 강원       | -      | -      | 2,359   | 31.8   | 2,311   | 31.1   | 2,751   | 37.1   | 7,421   |
| 9월 16일     | 충북       | -      | -      | 2,920   | 24.3   | 6,334   | 52.7   | 2,760   | 23.0   | 12,014  |
| 9월 29일     | 광주       | -      | -      | 7,948   | 34.9   | 10,841  | 47.6   | 4,007   | 17.6   | 22,796  |
| 9월 29일     | 전남       | -      | -      | 11,958  | 36.2   | 15,224  | 46.1   | 5,819   | 17.6   | 33,001  |
| 9월 30일     | 부산       | -      | -      | 4,508   | 25.3   | 6,689   | 37.6   | 6,614   | 37.1   | 17,811  |
| 9월 30일     | 경남       | -      | -      | 4,069   | 31.8   | 4,461   | 34.8   | 4,276   | 33.4   | 12,806  |
| 10월 9일     | 1차 모바일 | -      | -      | 7,649   | 36.5   | 7,004   | 33.5   | 6,285   | 30.0   | 20,938  |
| 10월 11일    | 2차 모바일 | -      | -      | 21,359  | 38.4   | 19,288  | 34.6   | 15,035  | 27.0   | 55,682  |
| 10월 10-12일 | 여론조사   | -      | -      | 17,525  | 35.3   | 21,850  | 44.1   | 10,216  | 20.6   | 49,591  |
| 10월 13-14일 | 3차 모바일 | -      | -      | 41,023  | 40.7   | 35,846  | 35.5   | 23,964  | 23.8   | 100,833 |
| 10월 14일    | 전북       | -      | -      | 6,387   | 13.6   | 38,078  | 81.3   | 2,367   | 5.1    | 46,832  |
| 10월 14일    | 대전       | -      | -      | 1,464   | 28.1   | 1,766   | 33.9   | 1,974   | 37.9   | 5,204   |
| 10월 14일    | 충남       | -      | -      | 1,616   | 24.1   | 2,182   | 32.6   | 2,895   | 43.3   | 6,693   |
| 10월 14일    | 대구       | -      | -      | 1,530   | 35.5   | 1,108   | 25.7   | 1,677   | 38.9   | 4,315   |
| 10월 14일    | 경북       | -      | -      | 2,017   | 42.1   | 1,598   | 33.4   | 1,174   | 24.5   | 4,789   |
| 10월 14일    | 경기       | -      | -      | 13,587  | 42.0   | 13,025  | 40.2   | 5,767   | 17.8   | 32,379  |
| 10월 14일    | 인천       | -      | -      | 3,160   | 41.5   | 3,117   | 41.0   | 1,331   | 17.5   | 7,608   |
| 10월 14일    | 서울       | -      | -      | 13,631  | 32.1   | 20,997  | 49.5   | 7,802   | 18.4   | 42,430  |
| 최종결과     | 최종결과   | -      | -      | 168,799 | 34.0   | 216,984 | 43.8   | 110,128 | 22.2   | 495,911 |

## 같이 보기
- 대한민국 제17대 대통령 선거
- 대한민국 제17대 대통령 선거 한나라당 후보 경선
- 대한민국 제17대 대통령 선거 민주노동당 후보 경선
- 대한민국 제17대 대통령 선거 민주당 후보 경선

## 참고 자료
- 연합뉴스, 선택! 2007 대통령 선거